# Brachystelma bracteolatum
Brachystelma bracteolatum är en oleanderväxtart som beskrevs av U. Meve. Brachystelma bracteolatum ingår i släktet Brachystelma och familjen oleanderväxter. Inga underarter finns listade i Catalogue of Life.